# Reflektorfolie

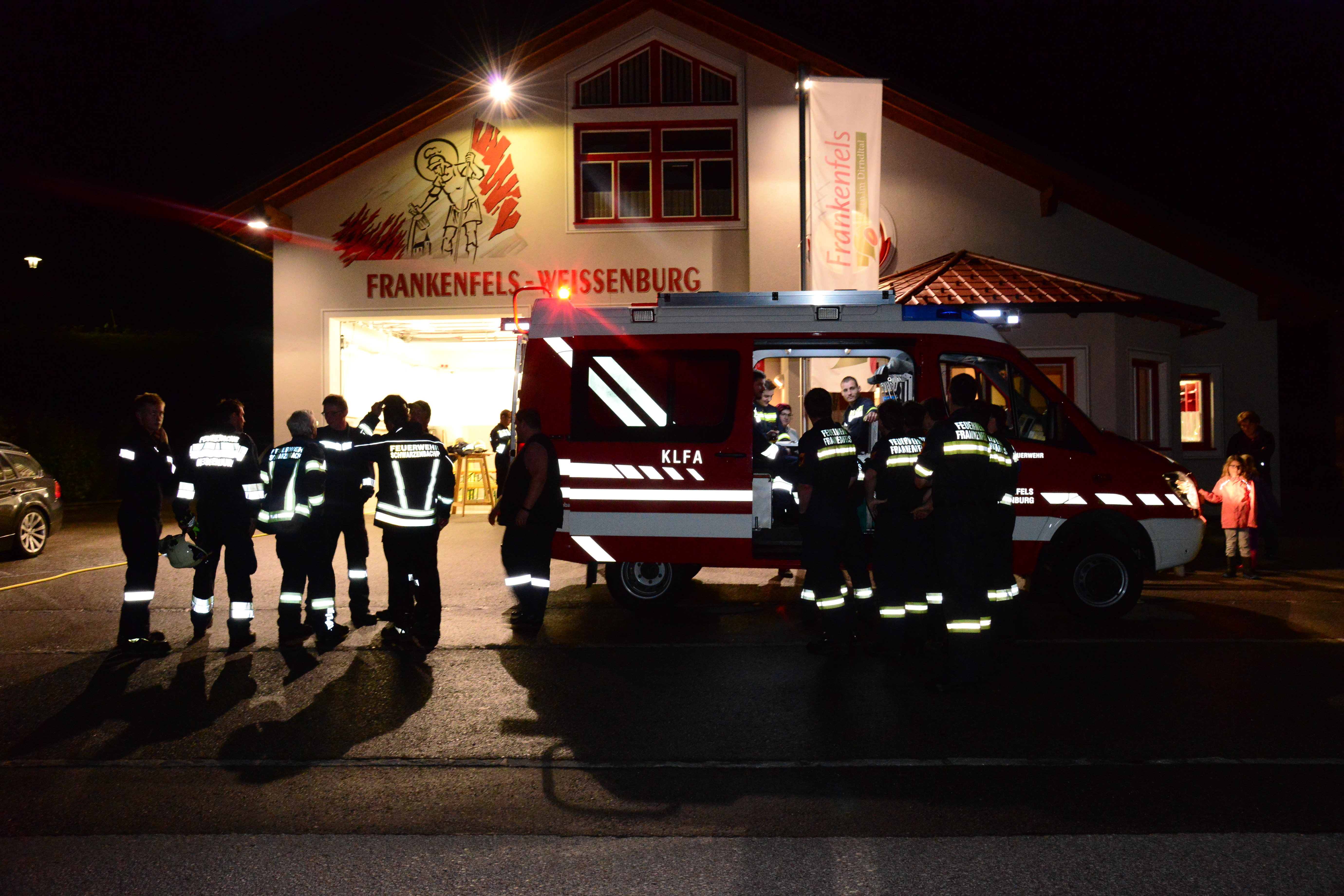
Reflexionselemente bei einer Freiwilligen Feuerwehr in Österreich (2018)

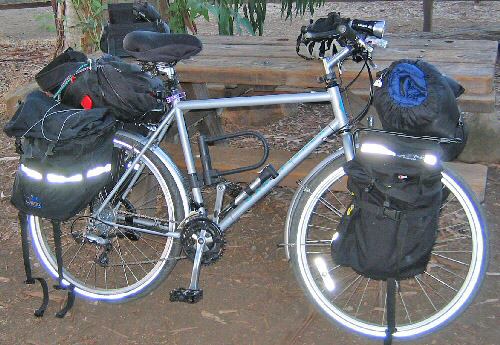
Reflektorstreifen an einem Fahrrad in Kalifornien (2004)

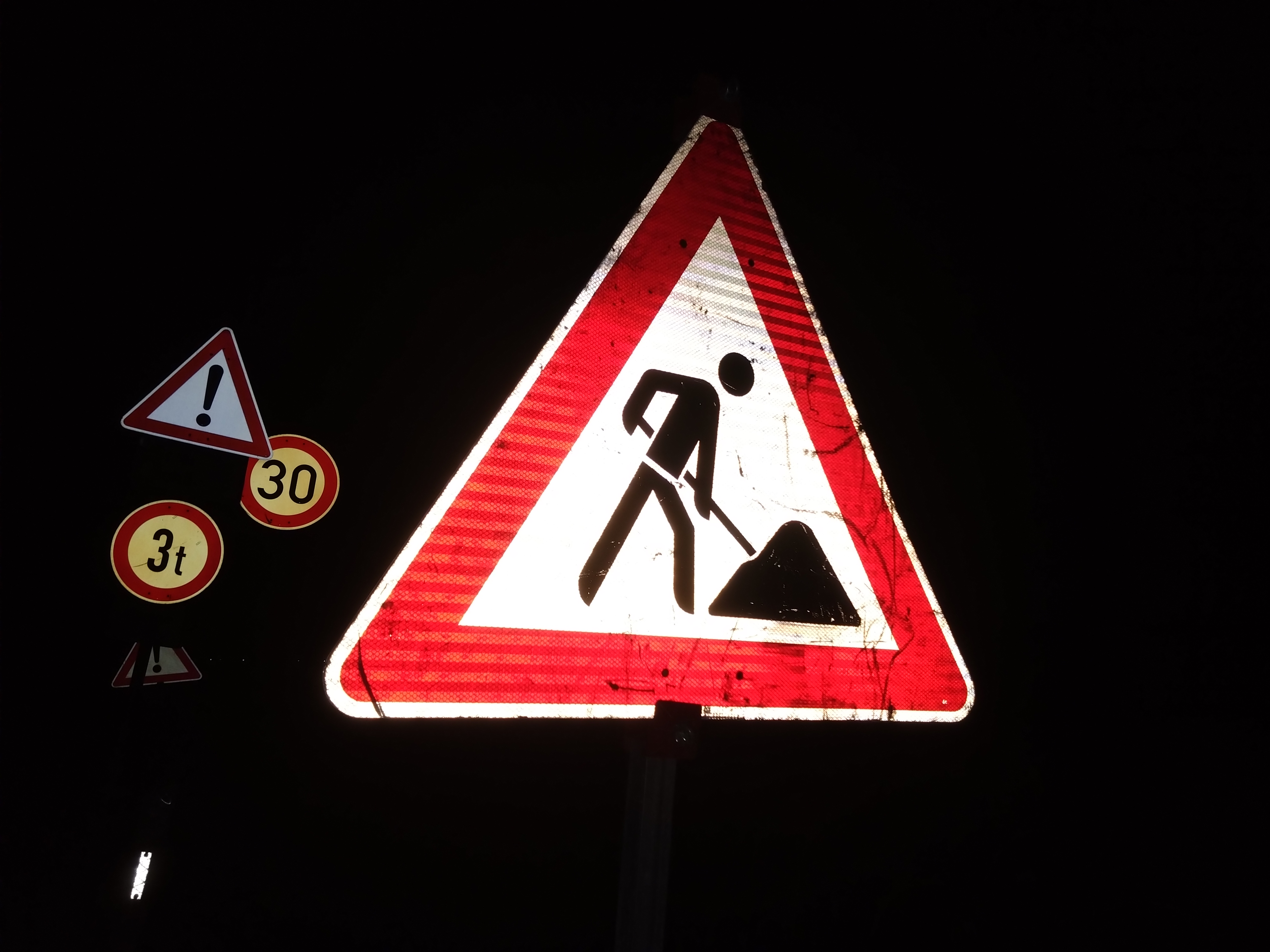
Reflektierende Verkehrszeichen

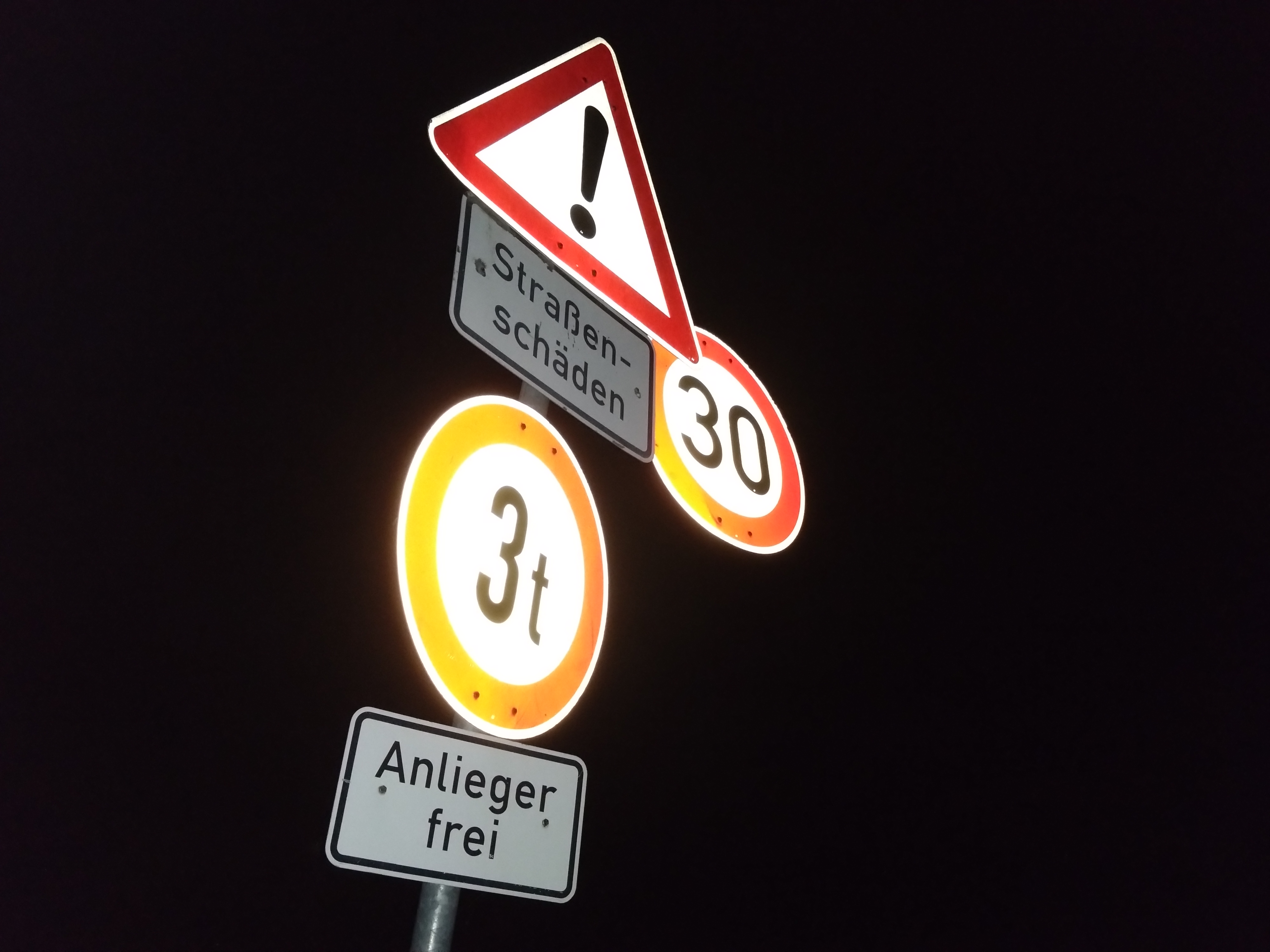
Selbige Zeichen wie oben im Hintergrund. Die reflektierende Wirkung der Folien wird allein dadurch deutlich, dass man die weißen Tafeln zuerst kaum sieht

Reflektorfolien, auch Reflexionsstreifen, sind so beschaffen, dass sie einfallendes Licht in die Richtung zurückwerfen, aus der es kommt (siehe auch Retroreflexion). 

## Funktionsweise
Reflektorfolien besitzen einen spiegelnden Untergrund, in dem kleine Glaskugeln mit einer Größe um 50 µm eingelassen sind. Zur Abdeckung und Farbgebung können sie mit einer farbigen Folie abgedeckt sein. 
Der eintreffende Lichtstrahl wird beim Eintritt in die Glaskugel gebrochen, vom Untergrund reflektiert und beim Austritt wieder gebrochen. In der Summe entsteht dadurch eine Reflexion in die ursprüngliche Richtung, ein Großteil des Lichts trifft daher wieder auf die Lichtquelle.
Reflektorfolien gibt es in verschiedenen Qualitäten, in aufsteigender Reihenfolge:
- (Aufbau A): Reflexfolie mit eingebundenen Mikroglasperlen

Mikroglasperlen sind in das Trägermaterial eingebunden, dies ergibt eine flächige Reflektorfolie ohne Wabenstruktur.
- (Aufbau B): Reflexfolie mit eingekapselten Mikroglasperlen

Mikroglasperlen sind zwischen einem Trägermaterial und einem transparenten Deckmaterial eingekapselt, normalerweise erkennbar an Wabenstruktur.
- (Aufbau C): Reflexfolie auf der Basis von Mikroprismen

Mikroprismen, die das Licht ähnlich einem Rückstrahler zurückwerfen, sind in das Trägermaterial geprägt. Auch hier wird das Deckmaterial von einer Wabenstruktur getragen.
Für den Einsatz zur Verkehrssicherung in Deutschland sind die Anforderungen an das Reflexionsvermögen u. a. durch die Normen DIN EN 12899 und DIN 67520 festgelegt. 
Darüber hinaus gibt es auch einfache Reflektorfolien mit einer eingeprägten Prismenstruktur. Deren Reflexionsvermögen ist geringer als das der Folien mit Mikroglasperlen. 
Reflektorfolien unterscheiden sich außer im Reflexionsvermögen auch in ihren mechanischen Eigenschaften. Folien mit Mikroglasperlen sind in der Regel flexibler als solche mit Prismenstruktur.

## Nahaufnahmen einer Reflektorfolie

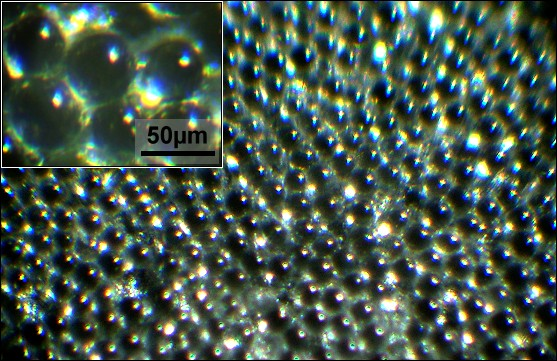
Makroaufnahme einer Reflektorfolie
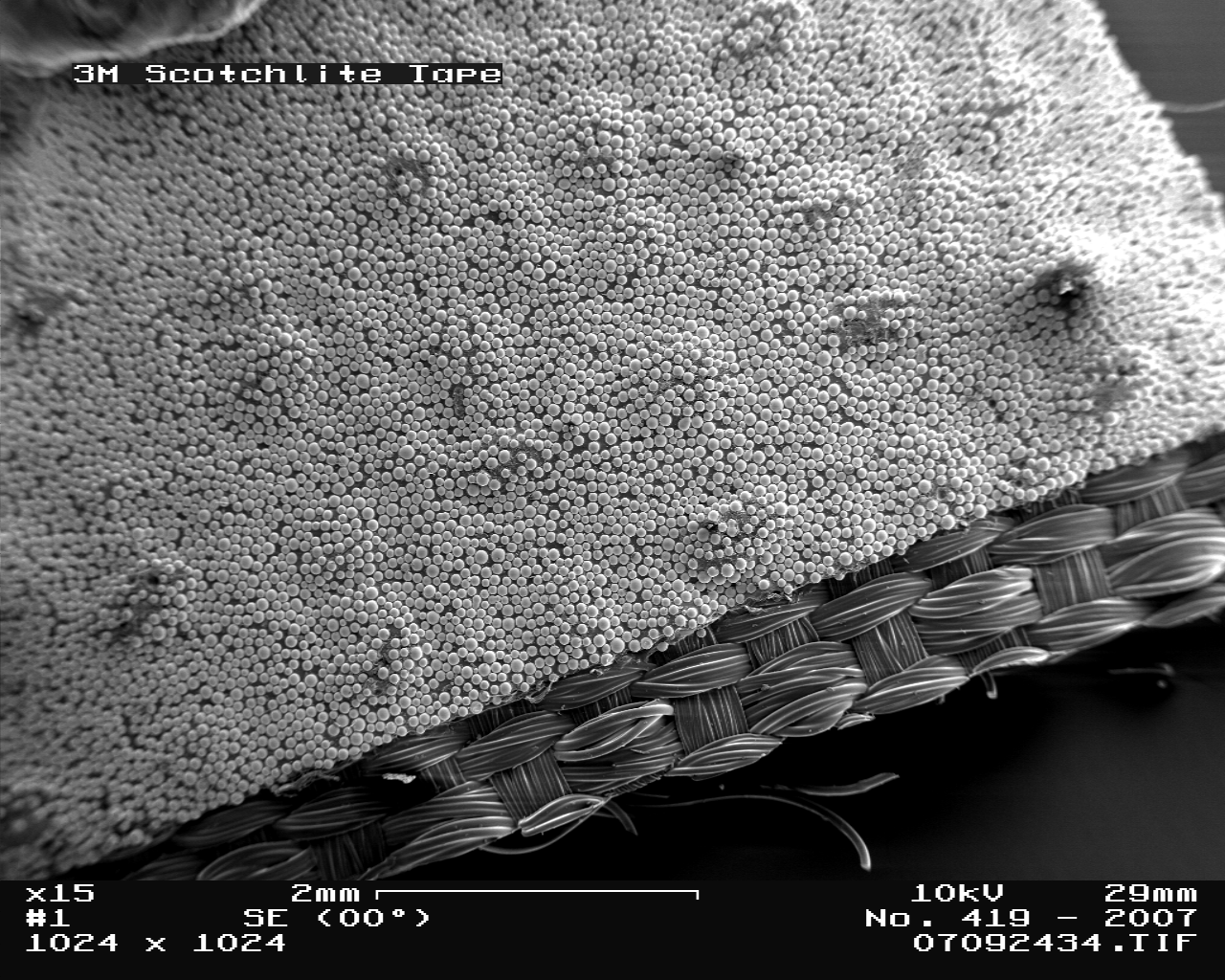
REM-Aufnahme einer Reflektorfolie, Vergrößerung 15fach
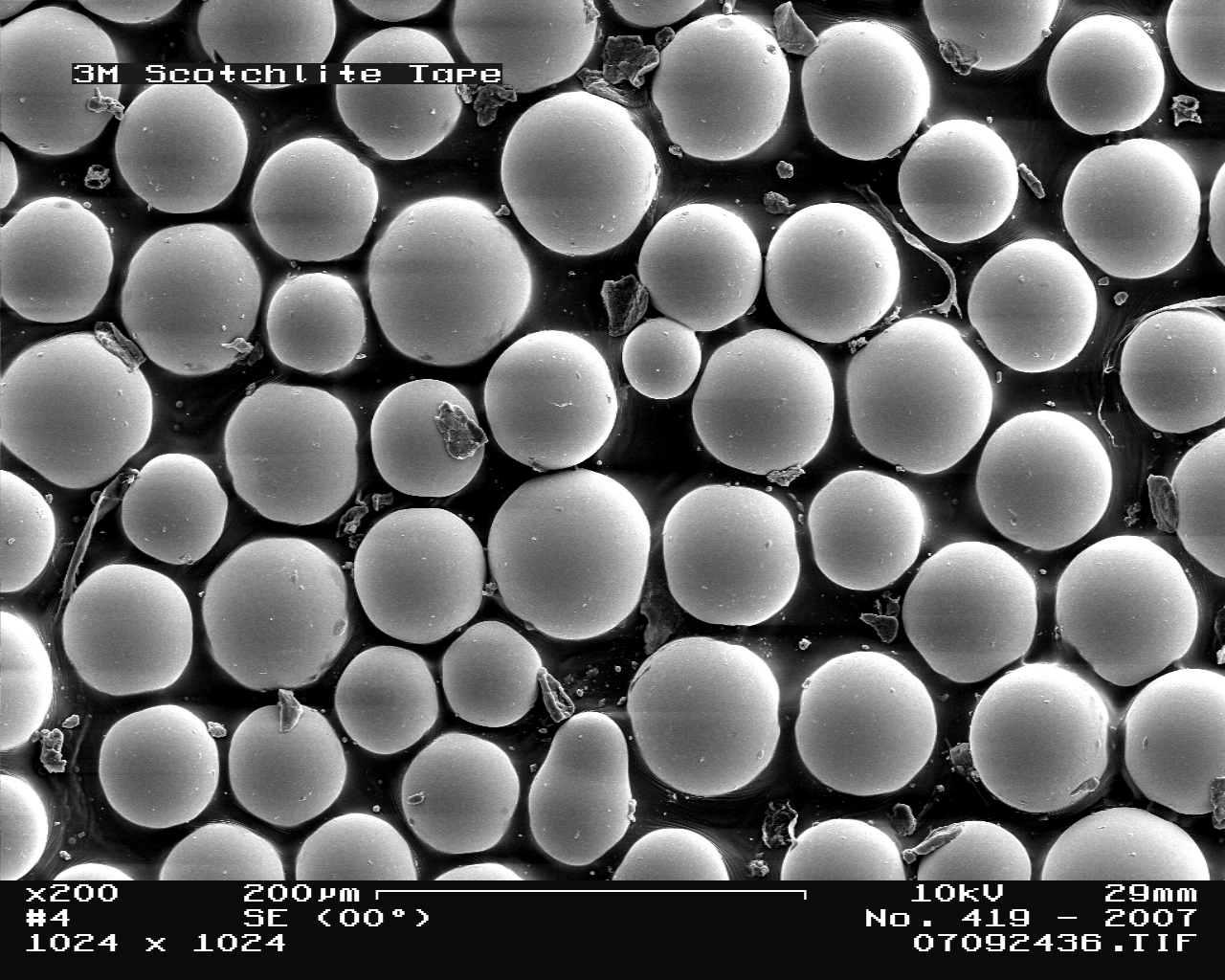
REM-Aufnahme einer Reflektorfolie, Vergrößerung 200fach

## Einsatzgebiete
Die größte Verbreitung findet Reflektorfolie als Sicherheitseinrichtung im Straßenverkehr. In der Nacht werden z. B. ansonsten unbeleuchtete Objekte für herannahende Autofahrer sichtbar.
Die Bundesrepublik Deutschland hat sich verpflichtet, die internationale ECE-Regelung 104 (Ausführung von retroreflektierenden Markierungen zur Verbesserung der Sichtbarkeit von schweren und langen Fahrzeugen und ihren Anhängern) anzuwenden. Eine „Konturmarkierung“ sind mehrere Streifen, die so angebracht sind, dass die Kontur des Fahrzeugs zur Seite hin (seitliche Markierung) und nach hinten (hintere Markierung) kenntlich gemacht wird. Diese Konturmarkierung wird in der Regel mittels Reflektorfolien am Fahrzeug angebracht.
Weiterhin verwenden zahlreiche Einsatzfahrzeuge von Polizeien, Feuerwehren, Rettungsdiensten und Pannendiensten Reflektorfolien zur Verbesserung der Sichtbarkeit bei nächtlichen Einsatzfahrten.
Auch viele Verkehrszeichen sind mit reflektierenden Bildträgern ausgeführt, um nachts mit nur wenig Licht erkennbar zu sein.
Zunehmend finden retroreflektierende Produkte auch Anwendung im privaten Bereich. So nutzen Jogger Klackarmbänder, um beim Laufen in der Dunkelheit besser sichtbar zu sein. Selbstklebende Reflektorfolien erfreuen sich wachsender Beliebtheit bei Eltern, die neben Kinderfahrrädern und Kinderwägen auch Textilien und Taschen ausstatten.